# O Discurso do Rei
O Discurso do Rei (no original em inglês:  The King's Speech) é um filme britânico de 2010, escrito por David Seidler, dirigido por Tom Hooper, e estrelado por Colin Firth, Geoffrey Rush e Helena Bonham Carter. Ele conta a história do rei George VI, que contrata Lionel Logue, um fonoaudiólogo, para lhe ajudar a superar a gagueira. Os dois homens tornam-se amigos enquanto trabalham juntos e, depois que seu irmão abdica, o rei confia em Logue para ajudá-lo a fazer um importante discurso no rádio no começo da Segunda Guerra Mundial.
O filme inclui citações extraídas dos diários de Logue, que foram descobertos nove semanas antes do início das filmagens, a tempo de serem incorporados ao roteiro. As filmagens começaram em dezembro de 2009 e terminaram em janeiro de 2010. O filme foi distribuído de forma limitada nos Estados Unidos em 26 de novembro de 2010, antes de receber um lançamento geral em 10 de dezembro do mesmo ano. Ele foi aclamado pela crítica por seu estilo visual, atuação e direção. A rainha Elizabeth II assistiu ao filme e disse ter ficado "emocionada" pela interpretação que Firth fez de seu pai.
O Discurso do Rei ganhou sete prêmios BAFTA e quatro Oscars, sendo eles melhor filme, melhor diretor para Tom Hooper, melhor ator para Colin Firth como Jorge VI e melhor roteiro original.

## Enredo
O filme começa com o Príncipe Albert, Duque de York, segundo filho do Rei George V, fazendo um discurso no encerramento da British Empire Exhibition de 1925 no Estádio de Wembley, com sua esposa Elizabeth (que o chama pelo apelido "Bertie", assim como sua família) ao seu lado. Sua óbvia gaguez deixa o público nas arquibancadas inquieto. O Príncipe tenta vários métodos de tratamento até desistir, porém sua esposa o convence a visitar Lionel Logue, um terapeuta de fala australiano que mora em Londres. Na primeira sessão, Logue pede que eles se chamem pelos seus nomes próprios, quebrando a etiqueta real ao chamar o Duque de York pelo apelido. Ele o convence a ler o monólogo de Hamlet "Ser ou não ser", do dramaturgo de Shakespeare, enquanto ouve Le nozze di Figaro, de Mozart, nos fones de ouvido. Logue grava a leitura de Bertie em um disco de vinil. Porém, este, convencido de que havia gaguejado o tempo todo, deixa o consultório irritado. Logue oferece-lhe a gravação como lembrança.
Depois de fazer seu discurso de natal em 1934, o Rei George V explica para seu filho a importância da radiodifusão para a monarquia moderna. Mais tarde, Bertie toca a gravação de Logue e ouve a sua própria voz, percebendo que não houve qualquer hesitação. Ele regressa ao consultório de Logue e trabalham juntos em relaxamento de músculos e controle respiratório, enquanto simultaneamente procuram a origem psicológica de sua gagueira. O Príncipe revela alguns dos seus traumas de infância: a severidade do pai, a repressão por ser canhoto, o doloroso tratamento de seu joelho, uma babá que preferia seu irmão mais velho e que o beliscava para fazê-lo chorar e ser repreendido pelos pais, e a morte de seu irmão mais novo, Príncipe John. Enquanto o tratamento progride, os dois se tornam amigos e confidentes.
Em 20 de janeiro de 1936, George V morre, e David, Príncipe de Gales, sobe ao trono como Rei Eduardo VIII. Porém, ele quer se casar com Wallis Simpson, uma americana já divorciada duas vezes, algo que criaria uma crise constitucional. Em uma festa no Castelo de Balmoral, Bertie diz a Eduardo que ele não pode se casar com uma mulher divorciada e ainda assim manter o trono. Eduardo acusa o irmão de tentar usurpar seu trono, ao estilo medieval, afirmando que a terapia de fala de Albert não passa de uma tentativa de se preparar. Bertie fica com a língua presa após a acusação e Eduardo repete seu insulto de infância, "B-B-Bertie". Na sessão seguinte, o Príncipe ainda não havia superado o incidente. Em uma tentativa de consolá-lo, Logue insiste que ele poderá vir a ser Rei e que o xelim de sua aposta deveria ter a cabeça do Duque como monarca. Bertie acusa Logue de traição e, furioso, zomba da sua carreira fracassada como ator e de suas origens humildes, causando uma fratura na amizade dos dois.
Quando Eduardo VIII abdica para se casar com Wallis, Albert torna-se Rei George VI. Sentindo o enorme peso de sua ascensão, George percebe que precisa da ajuda de Logue; ele e a Rainha visitam a casa de Logue para se desculpar. Quando o Rei insiste que Logue fique sentado no camarote real durante sua coroação na Abadia de Westminster, o Dr. Cosmo Lang, Arcebispo da Cantuária, questiona as qualificações de Logue. Isso inicia uma nova confrontação entre o Rei e Logue, que explica que começou por tratar soldados traumatizados após o fim da Primeira Guerra Mundial. Quando Logue se senta no Trono de Eduardo, o Confessor e fala mal da Pedra de Scone, o Rei o repreende, e, ao fazer isso percebe que é tão capaz quanto aqueles que o procederam.
Em setembro de 1939, é declarada a guerra contra a Alemanha Nazista, e George VI chama Logue ao Palácio de Buckingham para preparar seu discurso para toda a nação. Enquanto o Rei e Logue andam pelo palácio até um pequeno estúdio, Winston Churchill revela ao Rei que embora também tenha tido um problema de fala, encontrou um jeito de usá-lo a seu favor. O Rei faz seu discurso como se estivesse fazendo-o a Logue, que o guia em todo o momento. Após o discurso, enquanto Logue observa, o Rei e sua família vão até a varanda do palácio saudar os milhares de pessoas que se reuniram para ouvir.
Antes dos créditos é mostrado que, durante os vários discursos que George VI realizou durante a Segunda Guerra Mundial, Logue esteve sempre presente. Também é mostrado que Logue e o Rei permaneceram amigos pelo resto de suas vidas, e que o Rei George VI fez de Lionel Logue um Comandante da Real Ordem Vitoriana em 1944.

## Elenco
- Colin Firth como o príncipe Albert, Duque de York, depois Rei George VI
- Geoffrey Rush como Lionel Logue
- Helena Bonham Carter como Elizabeth, Duquesa de York, depois Rainha Elizabeth
- Guy Pearce como David, Príncipe de Gales, depois Rei Eduardo VIII e depois o príncipe Eduardo, Duque de Windsor
- Timothy Spall como Sir Winston Churchill
- Derek Jacobi como Cosmo Lang, Arcebispo da Cantuária
- Jennifer Ehle como Myrtle Logue
- Michael Gambon como o Rei George V
- Anthony Andrews como Stanley Baldwin
- Eve Best como Wallis Simpson, depois Wallis, Duquesa de Windsor
- Freya Wilson como a princesa Elizabeth de York, depois a princesa Elizabeth
- Ramona Marquez como a princesa Margaret de York, depois a princesa Margaret
- Claire Bloom como a Rainha Mary

## Produção

### Desenvolvimento

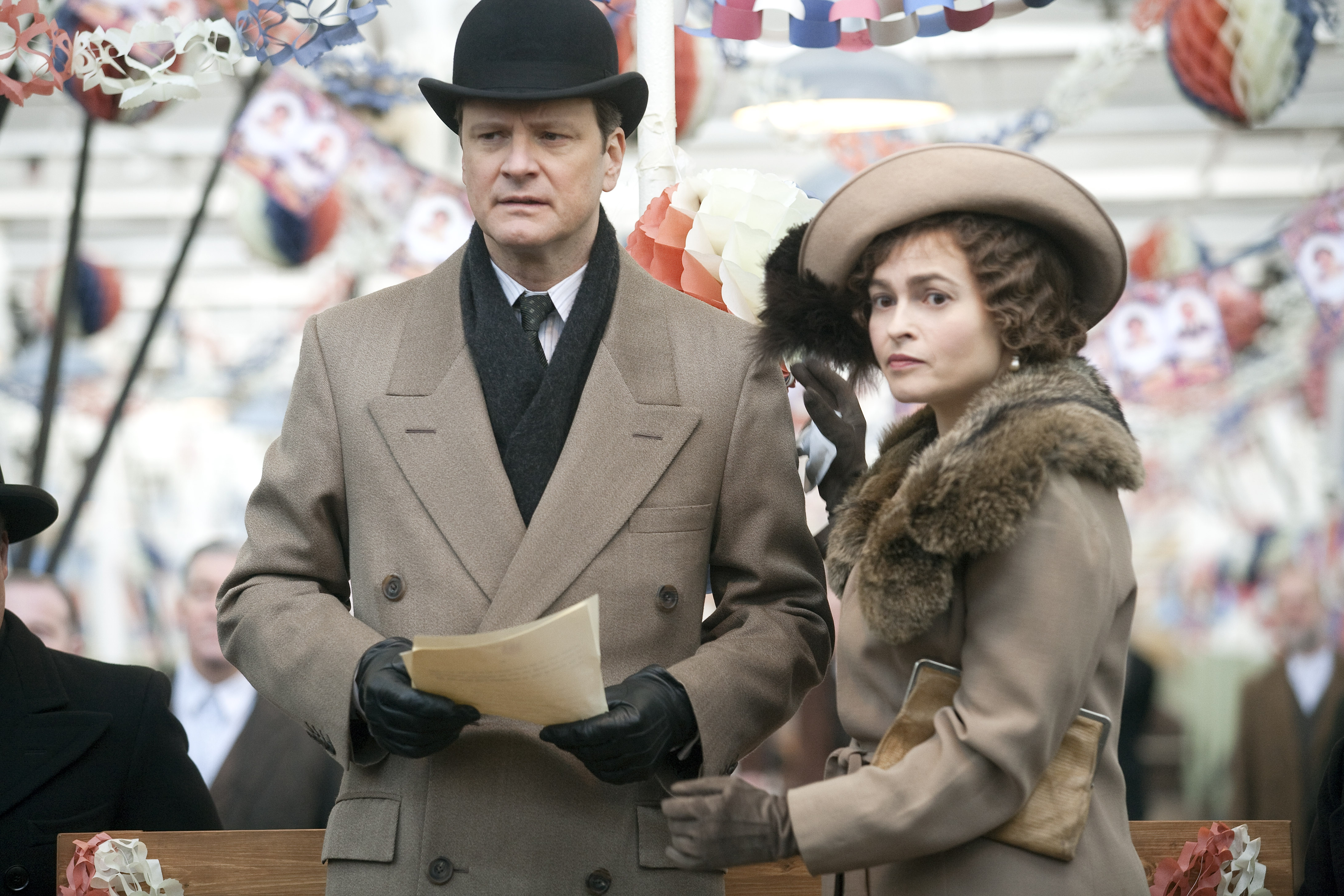
Colin Firth e Helena Bonham Carter nas filmagens de The King's Speech

O roteiro de O Discurso do Rei começou a ser desenvolvido quando o escritor britânico radicado nos EUA David Seidler decidiu mergulhar em trabalho criativo após ter-lhe sido diagnosticado câncer. Seidler também gaguejava quando criança, devido ao trauma emocional da guerra, ele acredita, que incluiu o assassinato de seus avós durante o Holocausto. Na infância, Seidler inspirou-se ao saber que o Rei George VI havia superado a gagueira. "Aqui estava um gago que era Rei e tinha que fazer discursos no rádio com todos ouvindo cada sílaba que pronunciava, e ainda assim o fez com intensidade e entusiasmo". Seidler, então com 73 anos, se recorda. "Eu sabia pessoalmente o que era aquela tensão, e na minha mente ele se tornou um homem muito corajoso. Foi-me salientado que ali estava um gago como eu, e veja o que ele conseguiu alcançar, então talvez houvesse um futuro para mim". A fascinação de Seidler pelo Rei na infância eventualmente o levou a escrever O Discurso do Rei. Depois de completar o roteiro e ter conseguido a remissão, ele mostrou o trabalho à esposa. Ela gostou do roteiro, mas achou que estava cheio de linguagem técnica de cinema e sugeriu que ele o reescrevesse como uma peça de teatro, para forçá-lo a se concentrar nos personagens. Seidler rasgou o roteiro original e escreveu uma peça do zero, com base nas suas pesquisas. Depois de tê-la completado, ele viu que realmente tinha gostado do resultado e a enviou a algumas pessoas para ouvir opiniões.
No começo de 2006, uma das pessoas a quem Seidler enviou a peça perguntou se poderia passá-la à Joan Lane, da produtora londrina Wild Thyme. Lane viu o roteiro como um potencial drama para o cinema, além de peça de teatro, e o mostrou ao colega cineasta Simon Egan da Bedlam Productions, que filmou a primeira interpretação ensaiada da peça. Com a perspectiva de montar uma produção teatral, Wild Thyme mandou o texto para Geoffrey Rush e simultaneamente para o diretor Tom Hooper, para uma futura adaptação para o cinema; a Bedlam Productions o passou para Iain Canning da See Saw Films. Apesar de ter havido interesse numa produção para o teatro em London's West End, a produção para o cinema tomou precedência. O produtor Gareth Unwin da Bedlam Productions leu a peça e achou que poderia dar um bom longa-metragem. O UK Film Council deu a produção um milhão de libras em junho de 2009.

### Locações

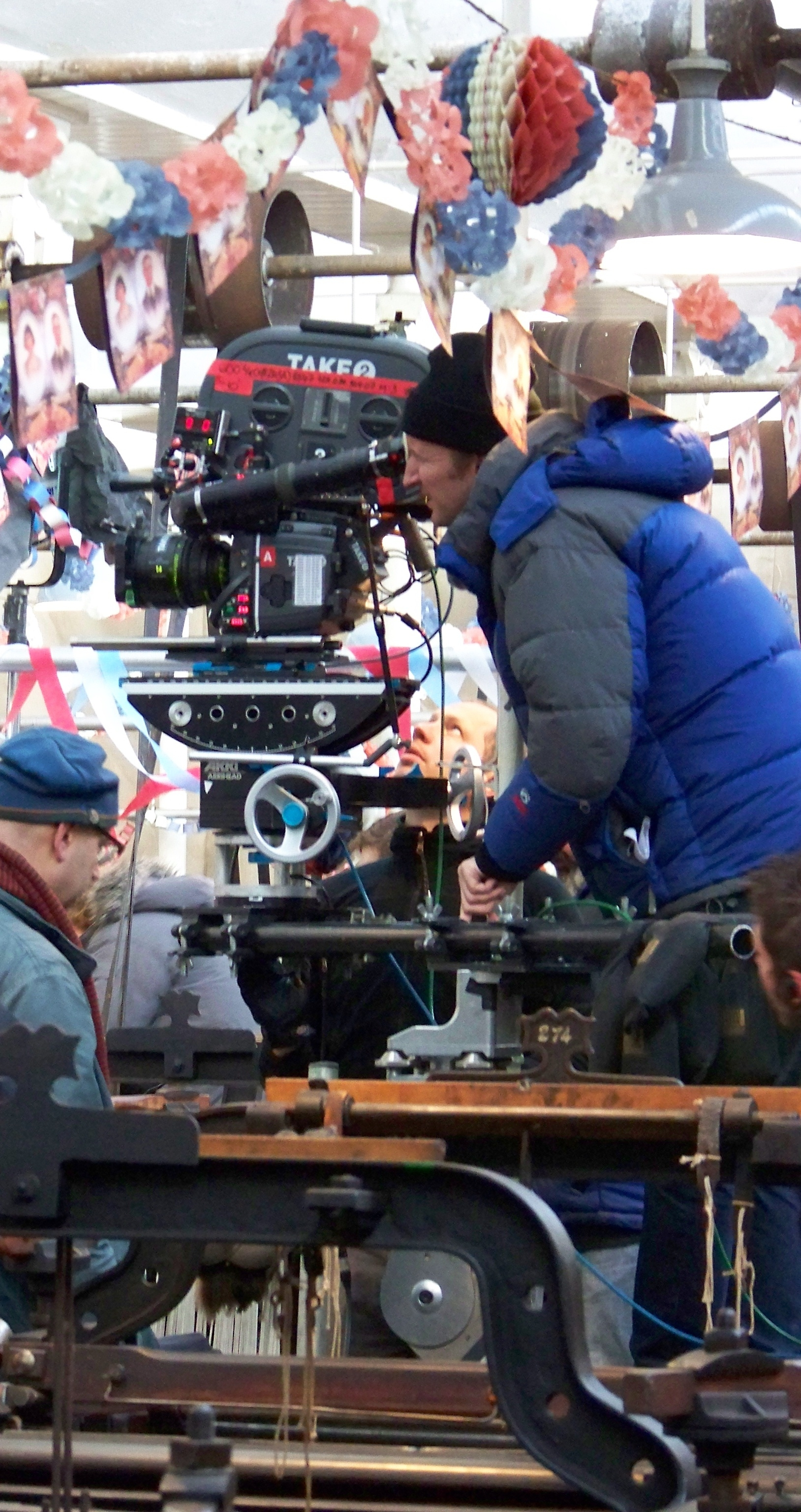
Tom Hooper operando uma câmera em locação na Queen Street Mill Textile Museum, Lancashire.

O projeto dos cenários provou ser um desafio para os cineastas, pois produções de época exigem mais e o orçamento estava limitado a £10 milhões. Ao mesmo tempo, o filme precisava ser autêntico, combinando a opulência real com a miséria da era da depressão de Londres. Em 25 de novembro de 2009, Derek Jacobi e Geoffrey Rush se juntaram às filmagens nas construções Pullens, em Southwark. Em 26 de novembro, uma semana de filmagens com Colin Firth, Rush e Jacobi começou na Catedral de Ely, que serviu de locação para a Abadia de Westminster. Apesar da Catedral de Lincoln ser arquiteturalmente mais semelhante à Abadia, a equipe preferiu Ely, pois seu tamanho permitiu a construção de cenários que não apenas mostrassem a coroação, mas também as preparações. A Lancaster House foi usada como locação para os interiores do Palácio de Buckingham quando o Rei caminha para fazer seu discurso e tirar fotografias oficiais. A equipe procurou os antigos consultórios de Logue, porém eram muito pequenos para as filmagens.
A cena de abertura, passada na cerimônia de encerramento da British Empire Exhibition, em 1925, no Estádio de Wembley, foi filmada no Elland Road e no Odsal Stadium. Elland Road foi usado para os elementos do discurso onde o príncipe começa a gaguejar, e o Odasal Stadium foi usado por parecer com o Wembley de 1925. A equipe só obteve acesso ao estádio às 22 h, após um jogo de futebol.
Outras locações incluíam o Cumberland Lodge, Hatfield House e a Usina Termelétrica de Battersea.

### Estilo visual
O diretor Tom Hooper empregou diversas técnicas de filmagem a fim de evocar os sentimentos de constrição do rei. Manohla Dargis, crítica do The New York Times, pensou que a sensação de se estar preso dentro da cabeça do rei teria sido representada muito literalmente através do uso de lentes olho-de-peixe, o que foi negado por Hooper, que disse que ele simplesmente usara lentes mais largas do que o normal para filmar o filme. Já o crítico Roger Ebert notou que a maior parte do longa se passa em ambientes internos, com os corredores e espaços pequenos, manifestando constrição e aperto, em contraste com a ênfase usual em majestade e grandeza dos dramas históricos. Hooper usou enquadramentos amplos para capturar a linguagem corporal, em particular a de Geoffrey Rush, que treinou na L'École Internationale de Théâtre Jacques Lecoq em Paris e "é consequentemente brilhante na maneira como leva seu corpo". Hooper ampliou o seu escopo primeiramente para capturar os gestos de Rush, e então movimentos corporais inteiros e silhuetas. A abordagem acabou se estendendo a Firth também. Na primeira cena de testes, o Duque é enquadrado em contraste com uma grande parede e espremido contra o fundo de um longo sofá, "como se para usar o braço do sofá como algum tipo de amigo, ou objeto de apoio?". Martin Filler elogiou a cinematografia "de baixa voltagem" de Danny Cohen, fazendo com que tudo pareça como "embebido num chá forte".

### Música
A trilha sonora foi composta por Alexandre Desplat. Em um filme sobre um homem que luta para se expressar, Desplat foi cuidadoso para não encobrir a dramaturgia. Ele caracterizou o desafio: "Este é um filme sobre o som da voz. A música deve lidar com isso. A música tem de lidar com o silêncio. Tem de lidar com o tempo." A trilha é um arranjo disperso de cordas e piano, com a intenção de transmitir a tristeza do silêncio do rei, e então um calor crescente da amizade entre ele e Logue. A abordagem minimalista enfatiza o esforço do protagonista para se controlar na história. Desplat usou a repetição de uma única nota para representar a monotonia da fala do rei. A medida em que o filme progride, blocos sonoros de cordas embalam a amizade entre os dois até o clímax, na cena da coroação. Hooper originalmente quis filmar a cena sem música, no entanto Desplat argumentou que aquele era realmente o ponto alto da história, o ponto em que a amizade entre os dois é ratificada pela decisão de confiarem um no outro. "Isso é muito raro", disse Desplat. "Na maioria das vezes se têm histórias de amor". Para criar uma sonoridade de acordo com a época, a trilha foi gravada com microfones que haviam sido feitos especialmente para a família real, extraídos dos arquivos da EMI. A trilha foi indicada para vários prêmios, inclusive o de "Melhor trilha original" no Oscar, no Globo de Ouro e na BAFTA.
A música executada durante a transmissão do discurso no rádio de 1939, no ápice do filme, é extraída do Segundo movimento (Allegretto) da Sétima Sinfonia de Beethoven.[carece de fontes?]

## Exatidão histórica
De acordo com David Seidler, Tom Hooper insistiu em ser o mais fiel possível à história, e os dois trabalharam juntos por quatro meses para assegurar autenticidade do roteiro. De acordo com o bisneto de Lionel Logue, a equipe de filmagens só descobriu o diário contendo as anotações de Logue sobre o tratamento do Duque nove semanas antes do início das filmagens. Eles voltaram ao roteiro e o re-trabalharam para refletir suas notas. Hooper disse que algumas das falas mais memoráveis do filme foram tiradas diretamente das anotações de Logue.
Mesmo assim, questões foram levantadas acerca da exatidão histórica do filme. A professora Cathy Schultz, por exemplo, mostrou que, por motivos dramáticos, os cineastas apertaram a cronologia dos eventos para parecer que eles ocorreram em apenas alguns anos. O Duque de York, na verdade, começou seu tratamento com Logue em outubro de 1926, dez anos antes da crise da abdicação. Robert Logue, bisneto de Lionel Logue, duvidou de alguns elementos da representação do terapeuta, dizendo: "Eu não acho que ele tenha dito palavrões na frente do Rei e com certeza ele nunca o chamou de Bertie". O historiador Andrew Roberts disse que a severidade da gaguez do rei foi exagerada e que personagens como Eduardo VIII, Wallis Simpson e George V foram colocados como mais antagonistas do que realmente foram para aumentar o efeito dramático. Ele contradiz alegações da BBC, que diz que muitos dos discursos de George VI foram editados para reduzir sua gaguez antes de serem transmitidos à população.
Christopher Hitchens, Roberts e Isaac Chotiner estão entre os espectadores que duvidaram da representação do papel de Winston Churchill durante a crise da abdicação. É historicamente conhecido que Churchill encorajou Eduardo VIII a resistir à pressão para abdicar, enquanto que o filme mostra Churchill apoiando o Príncipe Albert e sendo a favor da abdicação. Hitchens e Chotier também falaram sobre as atitudes implícitas de George VI sobre o apaziguamento de Hitler. Enquanto o filme nunca menciona diretamente o fato, eles dizem que fica implícito que o rei era contra o apaziguamento. Hitchens diz que Jorge VI era a favor do apaziguamento nas cartas e diários da Família Real.
Hugo Vickers, um conselheiro real, salientou que fatos históricos foram alterados para preservar a essência da história dramática. Os altos oficiais, por exemplo, não estariam presentes enquanto o Rei fazia seu discurso, nem Churchill estaria envolvido, "porém a maioria dos espectadores sabem quem é Churchill; eles não sabem quem são Lorde Halifax e Lorde Hoare".

## Lançamento
O pôster oficial estado-unidense foi lançado em 2 de dezembro de 2010, e o filme teve sua estreia em 4 de setembro de 2010, no Festival de Cinema de Telluride, nos Estados Unidos. Em sua estreia no Festival Internacional de Cinema de Toronto, foi aplaudido de pé. Inicialmente recebeu uma classificação indicativa de 15 anos pela British Board of Film Classification (BBFC) para seu lançamento no Reino Unido, devido a cenas onde Logue encoraja o Rei a gritar xingamentos para aliviar o estresse. Em uma coletiva de imprensa no Festival de Londres, Tom Hooper criticou a decisão da BBFC, perguntando como a entidade poderia dar 15 pela linguagem e deixar que filmes como Salt e Casino Royale terem uma classificação 12, mesmo contendo cenas de tortura. Depois das reclamações de Hooper, a BBFC reduziu a classificação do filme para 12, permitindo que crianças menores de 12 anos o vissem acompanhadas por um adulto. Hooper repetiu suas críticas, desta vez contra a Motion Picture Association of America (MPAA), quando essa deu ao filme uma classificação R, impedindo que qualquer pessoa com menos de 17 anos o assistisse sem a companhia de um adulto. Em sua resenha, Roger Ebert criticou a classificação R, chamando-a de "completamente inexplicável" e dizendo que "este é um excelente filme para adolescentes".

### Crítica
O filme foi aclamado pela crítica. No site Rotten Tomatoes, ele tem uma aprovação de 95%, baseada em 193 resenhas, com uma média de 8,6/10. O consenso é que "Colin Firth faz uma performance de mestre em The King's Speech, um drama de época previsível, mas produzido com estilo". No site Metacritic o filme possui um índice de 88, baseado em 41 resenhas, indicando aclamação universal.

## Prêmios e indicações
Oscar
| Categoria                | Recipiente                                 | Resultado |
| ------------------------ | ------------------------------------------ | --------- |
| Melhor filme             | Ian Canning, Emile Shermam e Gareth Unwin  | Venceu    |
| Melhor diretor           | Tom Hooper                                 | Venceu    |
| Melhor ator              | Colin Firth                                | Venceu    |
| Melhor ator coadjuvante  | Geoffrey Rush                              | Indicado  |
| Melhor atriz coadjuvante | Helena Bonham Carter                       | Indicado  |
| Melhor roteiro original  | David Seidler                              | Venceu    |
| Melhor trilha sonora     | Alexandre Desplat                          | Indicado  |
| Melhor mixagem de som    | Paul Hamblin, Martin Jensen e John Midgley | Indicado  |
| Melhor direção de arte   | Eve Stewart e Judy Farr                    | Indicado  |
| Melhor fotografia        | Danny Cohen                                | Indicado  |
| Melhor figurino          | Jenny Beavan                               | Indicado  |
| Melhor edição            | Tariq Anwar                                | Indicado  |

Golden Globe
| Categoria                     | Recipiente           | Resultado |
| ----------------------------- | -------------------- | --------- |
| Melhor filme - drama          |                      | Indicado  |
| Melhor diretor                | Tom Hooper           | Indicado  |
| Melhor ator - drama           | Colin Firth          | Venceu    |
| Melhor atriz coadjuvante      | Helena Bonham Carter | Indicado  |
| Melhor ator coadjuvante       | Geoffrey Rush        | Indicado  |
| Melhor roteiro                | David Seidler        | Indicado  |
| Melhor trilha sonora original | Alexandre Desplat    | Indicado  |

Screen Actors Guild
| Categoria                                            | Recipiente | Resultado |
| ---------------------------------------------------- | --- | --------- |
| Melhor performance por um ator em papel principal    | Colin Firth | Venceu    |
| Melhor performance por uma atriz em papel secundário | Helena Bonham Carter | Indicado  |
| Melhor performance por um ator em papel secundário   | Geoffrey Rush | Indicado  |
| Melhor performance de um elenco em filme             | Anthony Adrews, Helena Bonham Carter, Jennifer Ehle, Colin Firth, Michael Gambon, Derek Jacobi, Guy Pearce, Geoffrey Rush e Timothy Spall | Venceu    |

BAFTA Award
| Categoria                  | Recipiente                                                           | Resultado |
| -------------------------- | -------------------------------------------------------------------- | --------- |
| Melhor filme               | Tom Hooper, Ian Canning, Emile Sherman, Gareth Unwin e Geoffrey Rush | Venceu    |
| Melhor filme britânico     | Tom Hooper, Ian Canning, Emile Sherman, Gareth Unwin e Geoffrey Rush | Venceu    |
| Melhor diretor             | Tom Hooper                                                           | Indicado  |
| Melhor roteiro original    | David Seidler                                                        | Venceu    |
| Melhor ator                | Colin Firth                                                          | Venceu    |
| Melhor ator coadjuvante    | Geoffrey Rush                                                        | Venceu    |
| Melhor atriz coadjuvante   | Helena Bonham Carter                                                 | Venceu    |
| Melhor edição              | Tariq Anwar                                                          | Indicado  |
| Melhor fotografia          | Danny Cohen                                                          | Indicado  |
| Melhor música              | Alexandre Desplat                                                    | Venceu    |
| Melhor maquiagem           | Frances Hannon                                                       | Indicado  |
| Melhor figurino            | Jenny Beavan                                                         | Indicado  |
| Melhor desenho de produção | Eve Stewart e Judy Farr                                              | Indicado  |
| Melhor som                 | John Midgley, Lee Walpole e Paul Hamblin                             | Indicado  |